# Classifica dei marcatori della Kategoria Superiore
In questa pagina vengono riportate alcune classifiche sui marcatori della Kategoria Superiore, il massimo livello del campionato albanese di calcio.

## Classifica dei marcatori del campionato albanese
Di seguito è riportata la classifica dei 100 giocatori che nella storia del campionato albanese di calcio hanno realizzato più reti.
In grassetto sono indicati i calciatori ancora militanti nella Kategoria Superiore.
Elenco aggiornato al 13 marzo 2021.
| Pos. | Nazione              | Nome              | Reti | Pres. | Media | Anni                                           | Reti per squadra |
| ---- | -------------------- | ----------------- | ---- | ----- | ----- | ---------------------------------------------- | --- |
| 1    | Albania (bandiera)   | Vioresin Sinani   | 206  | 366   | 0,56  | 1997-1999 2000-2004 2005-2012                  | 178 Vllaznia, 23 Tirana, 5 Besa Kavajë                                                                                                |
| 2    | Albania (bandiera)   | Daniel Xhafaj     | 204  | 457   | 0,44  | 1995-2005 2006-2014                            | 40 Flamurtari Valona, 8 Bylis Ballsh, 23 Dinamo Tirana, 86 Teuta, 18 Tirana, 18 Besa Kavajë, 11 Skënderbeu                            |
| 3    | Albania (bandiera)   | Indrit Fortuzi    | 154  | 274   | 0,56  | 1990-1998 2000-2005 2007-2008                  | 13 Dinamo Tirana, 141 Tirana |
| 4    | Croazia (bandiera)   | Pero Pejić        | 138  | 208   | 0,66  | 2007-2008 2010-2011 2012-2015 2016-2017        | 24 Dinamo Tirana, 14 Tirana, 9 Flamurtari Valona, 32 Skënderbeu, 59 Kukësi                                                            |
| 5    | Albania (bandiera)   | Hamdi Salihi      | 114  | 170   | 0,72  | 2002-2005 2005-2007 2015-2017                  | 30 Vllaznia, 42 Tirana, 42 Skënderbeu                                                                                                 |
| 10   | Albania (bandiera)   | Sebino Plaku      | 100* | 283*  | 0,41  | 2003-2005 2006-2013 2015-2019 2020-*           | 15 Apolonia Fier, 28 Dinamo Tirana, 7 Tirana, 7 Flamurtari Valona, 5 Kastrioti, 16 Skënderbeu, 1 Partizani Tirana, 4 Korabi, 17 Kamza |
| 6    | Albania (bandiera)   | Gjergj Muzaka     | 99*  | 425*  | 0,25  | 2001-2004 2005-*                               | 39 Partizani Tirana, 21 Tirana, 1 Dinamo Tirana, 25* Skënderbeu, 15 Flamurtari Valona                                                 |
| 8    | Albania (bandiera)   | Elis Bakaj        | 98   | 282   | 0,29  | 2003-2011 2014-2015 2015-2016 2017-2018        | 23 Partizani Tirana, 30 Dinamo Tirana, 27 Tirana, 6 Vllaznia, 12 Kukësi                                                               |
| 7    | Albania (bandiera)   | Fjodor Xhafa      | 97   | 407   | 0,23  | 1994-2001 2001-2009 2010-2013                  | 21 Flamurtari Valona, 21 Bylis Ballsh, 19 Dinamo Tirana, 28 Tirana, 8 Elbasani                                                        |
| 9    | Albania (bandiera)   | Migen Memelli     | 91   | 183   | 0,49  | 2001-2004 2005 2008-2010 2012-2013 2014-2015   | 12 Teuta, 16 Elbasani, 23 Tirana, 33 Flamurtari Valona, 6 Partizani Tirana, 1 Laçi                                                    |
| 11   | Albania (bandiera)   | Bledar Mançaku    | 80   | 338   | 0,23  | 2001-2014                                      | 59 Teuta, 21 Besa Kavajë |
| 12   | Albania (bandiera)   | Devis Mukaj       | 79   | 307   | 0,25  | 1993-1999 2002-2010                            | 9 Flamurtari Valona, 8 Partizani Tirana, 62 Tirana                                                                                    |
| 13   | Albania (bandiera)   | Dorian Bylykbashi | 73   | 224   | 0,34  | 1997-2007 2010-2011 2014-2016                  | 18 Elbasani, 12 Vllaznia, 43 Partizani Tirana                                                                                         |
| 14   | Albania (bandiera)   | Xhevahir Sukaj    | 70*  | 161*  | 0,41  | 2004-2008 2009 2011-2012 2015-2016 2017-*      | 45 Vllaznia, 25* Partizani Tirana |
| 15   | Albania (bandiera)   | Altin Rraklli     | 62   | 103   | 0,60  | 1988-1992 2004-2006                            | 43 Besa Kavajë, 19 Tirana |
| 16   | Albania (bandiera)   | Fatjon Sefa       | 58*  | 188*  | 0,26  | 2002-2007 2008-2011 2012-2015 2017-*           | 1 Shkumbini, 23 Dinamo Tirana, 23 Besa Kavajë, 6 Skënderbeu, 5* Lushnja                                                               |
| 17   | Albania (bandiera)   | Julian Ahmataj    | 56   | 470   | 0,12  | 1996-2015                                      | 17 Elbasani, 2 Bylis Ballsh, 23 Dinamo Tirana, 2 Teuta, 1 Partizani Tirana, 4 Tirana, 7 Flamurtari Valona                             |
| 17   | Albania (bandiera)   | Vilfor Hysa       | 56   | 208   | 0,26  | 2007-2015                                      | 19 Teuta, 18 Laçi, 5 Flamurtari Valona, 1 Vllaznia, 2 Kastrioti, 11 Kukësi                                                            |
| 24   | Albania (bandiera)   | Ndriçim Shtubina  | 56*  | 355*  | 0,15  | 2008-*                                         | 3 Skënderbeu, 40* Vllaznia, 1 Flamurtari Valona, 12 Laçi                                                                              |
| 21   | Albania (bandiera)   | Gerhard Progni    | 52*  | 331*  | 0,15  | 2003-2016 2017-*                               | 10* Partizani Tirana, 5 Besa Kavajë, 14 Flamurtari Valona, 11 Kukësi 10 Skënderbeu, 2 Teuta                                           |
| 22   | Nigeria (bandiera)   | Segun Adeniyi     | 51   | 170   | 0,29  | 2012-2018                                      | 2 Tomori, 1 Bylis Ballsh, 24 Laçi, 24 Skënderbeu                                                                                      |
| 19   | Albania (bandiera)   | Parid Xhihani     | 49   | 241   | 0,20  | 2000-2008 2011-2013                            | 33 Besa Kavajë, 4 Shkumbini, 5 Dinamo Tirana, 5 Teuta, 2 Kastrioti                                                                    |
| 36   | Albania (bandiera)   | Dejvi Bregu       | 49*  | 176*  | 0,31  | 2012-2016 2016-*                               | 5 Flamurtari Valona, 18 Luftëtari, 18 Skënderbeu, 8* Teuta                                                                            |
| 25   | Albania (bandiera)   | Emiljano Vila     | 49*  | 294*  | 0,26  | 2006-2009 2010-2011 2014-2015 2016-2018 2019-* | 23* Teuta, 15 Dinamo Tirana, 9 Partizani Tirana, 2 Skënderbeu                                                                         |
| 19   | Albania (bandiera)   | Klodian Duro      | 49   | 254   | 0,19  | 1996-2002 2003-2004 2005-2008 2011-2013        | 7 Elbasani, 8 Vllaznia, 3 Partizani Tirana, 31 Tirana                                                                                 |
| 34   | Albania (bandiera)   | Idriz Batha       | 44*  | 265*  | 0,17  | 2012-*                                         | 3 Besa Kavajë, 2 Teuta, 16 Partizani Tirana, 4 Flamurtari Valona, 19* Tirana                                                          |
| 36   | Albania (bandiera)   | Andi Ribaj        | 43   | 237   | 0,31  | 2009-2010 2011-2015 2016-2020                  | 16 Apolonia Fier, 8 Skënderbeu, 4 Teuta, 5 Vllaznia, 10 Flamurtari Valona                                                             |
| 23   | Albania (bandiera)   | Endri Bakiu       | 43   | 147   | 0,29  | 2007-2014                                      | 16 Bylis Ballsh, 3 Shkumbini, 5 Elbasani, 19 Tomori                                                                                   |
| 31   | Croazia (bandiera)   | Tomislav Bušić    | 42*  | 149*  | 0,31  | 2013-2015 2016-*                               | 14 Vllaznia, 4 Tirana, 23 Flamurtari Valona, 1* Teuta                                                                                 |
| 25   | Albania (bandiera)   | Arbër Abilaliaj   | 41   | 166   | 0,25  | 2002-2010 2012-2016                            | 17 Flamurtari Valona, 13 Partizani Tirana, 3 Besa Kavajë, 8 Tirana                                                                    |
| 36   | Albania (bandiera)   | Vasil Shkurtaj    | 40   | 79    | 0,31  | 2017-2020                                      | 13 Luftëtari, 27 Kukësi |
| 35   | Mozambico (bandiera) | Reginaldo         | 39   | 96    | 0,17  | 2016-2019                                      | 8 Luftëtari, 18 Laçi, 13 Kukësi |
| 27   | Serbia (bandiera)    | Mladen Brkić      | 37   | 124   | 0,29  | 2008-2012 2013-2014                            | 23 Apolonia Fier, 3 Dinamo Tirana, 7 Skënderbeu, 4 Laçi                                                                               |
| 27   | Albania (bandiera)   | Bekim Kuli        | 37   | 205   | 0,18  | 1998-1999 2001-2002 2004-2014 2015-2016        | 4 Teuta, 15 Dinamo Tirana, 4 Besa Kavajë, 9 Shkumbini, 5 Bylis Ballsh                                                                 |
| 29   | Albania (bandiera)   | Alban Bushi       | 36   | 62    | 0,58  | 1992-1994, 1995-1997, 2005, 2010-2011          | 24 Tirana, 7 Flamurtari Valona, 5 Partizani Tirana                                                                                    |
| 34   | Albania (bandiera)   | Eraldo Çinari     | 36*  | 169*  | 0,17  | 2014-2018 2018-*                               | 16 Vllaznia, 20* Partizani Tirana |
| 30   | Albania (bandiera)   | Bledi Shkëmbi     | 35   | 241   | 0,16  | 2000-2001 2007-2008 2009-2016                  | 1 Teuta, 3 Partizani Tirana, 2 Besa Kavajë, 29 Skënderbeu                                                                             |
| 36   | Albania (bandiera)   | Bruno Telushi     | 30   | 223   | 0,31  | 2011-2017 2018-2020                            | 18 Flamurtari Valona, 12 Partizani Tirana                                                                                             |
| 32   | Albania (bandiera)   | Roland Dervishi   | 30   | 79    | 0,37  | 2009-2013                                      | 30 Shkumbini |
| 32   | Albania (bandiera)   | Sokol Çikalleshi  | 30   | 104   | 0,28  | 2008-2012 2012-2014                            | 11 Besa Kavajë, 2 Tirana, 17 Kukësi                                                                                                   |

## Classifica dei marcatori della Kategoria Superiore ancora in attività
Di seguito vi è la classifica dei primi 20 marcatori che tuttora giocano nella Kategoria Superiore 2020-2021.
| Pos. | Nazione            | Nome             | Reti | Pres. | Media | Anni                                      | Reti per squadra |
| ---- | ------------------ | ---------------- | ---- | ----- | ----- | ----------------------------------------- | --- |
| 1    | Albania (bandiera) | Gjergj Muzaka    | 99*  | 425*  | 0,25  | 2001-2004 2005-*                          | 39 Partizani Tirana, 21 Tirana, 1 Dinamo Tirana, 25* Skënderbeu, 15 Flamurtari Valona                                                 |
| 2    | Albania (bandiera) | Elis Bakaj       | 96*  | 277*  | 0,29  | 2003-2011 2014-2015 2015-2016 2017-*      | 23 Partizani Tirana, 30 Dinamo Tirana, 27 Tirana, 6 Vllaznia, 10* Kukësi                                                              |
| 3    | Albania (bandiera) | Sebino Plaku     | 87*  | 229*  | 0,41  | 2003-2005 2006-2013 2015-*                | 15 Apolonia Fier, 28 Dinamo Tirana, 7 Tirana, 7 Flamurtari Valona, 3 Kastrioti, 16 Skënderbeu, 1 Partizani Tirana, 4 Korabi, 6* Kamza |
| 4    | Albania (bandiera) | Xhevahir Sukaj   | 70*  | 161*  | 0,41  | 2004-2008 2009 2011-2012 2015-2016 2017-* | 45 Vllaznia, 25* Partizani Tirana |
| 5    | Albania (bandiera) | Fatjon Sefa      | 58*  | 188*  | 0,26  | 2002-2007 2008-2011 2012-2015 2017-*      | 1 Shkumbini, 23 Dinamo Tirana, 23 Besa Kavajë, 6 Skënderbeu, 5* Lushnja                                                               |
| 6    | Albania (bandiera) | Gerhard Progni   | 46*  | 305*  | 0,15  | 2003-2016 2017-*                          | 4* Partizani Tirana, 5 Besa Kavajë, 14 Flamurtari Valona, 11 Kukësi 10 Skënderbeu, 2 Teuta                                            |
| 7    | Nigeria (bandiera) | Segun Adeniyi    | 45*  | 154*  | 0,29  | 2012-*                                    | 2 Tomori, 1 Bylis Ballsh, 24 Laçi, 18* Skënderbeu                                                                                     |
| 8    | Albania (bandiera) | Ndriçim Shtubina | 42*  | 271*  | 0,15  | 2008-*                                    | 3 Skënderbeu, 38* Vllaznia, 1 Flamurtari Valona                                                                                       |
| 9    | Albania (bandiera) | Emiljano Vila    | 41*  | 218*  | 0,26  | 2006-2009 2010-2011 2014-2015 2016-*      | 17 Teuta, 15 Dinamo Tirana, 9* Partizani Tirana                                                                                       |
| 10   | Croazia (bandiera) | Tomislav Bušić   | 34*  | 104*  | 0,31  | 2013-2015 2016-*                          | 14 Vllaznia, 4 Tirana, 16* Flamurtari Valona                                                                                          |
| 11   | Albania (bandiera) | Andi Ribaj       | 29*  | 173*  | 0,17  | 2010 2011-2015 2016-*                     | 16 Apolonia Fier, 8 Skënderbeu, 4 Teuta, 1* Vllaznia                                                                                  |

## Classifica dei marcatori della Kategoria Superiore con un'unica squadra
In grassetto sono indicati i calciatori tuttora militanti in Kategoria Superiore.
| Pos. | Nazione            | Nome              | Reti | Pres. | Media | Anni                                                  | Squadra           |
| ---- | ------------------ | ----------------- | ---- | ----- | ----- | ----------------------------------------------------- | ----------------- |
| 1    | Albania (bandiera) | Vioresin Sinani   | 178  | 320   | 0,55  | 1997-1999, 2000-2004, 2005-2006, 2007-2010, 2010-2012 | Vllaznia          |
| 2    | Albania (bandiera) | Indrit Fortuzi    | 141  | 214   | 0,65  | 1993-1998, 2000-2005, 2007-2008                       | Tirana            |
| 2    | Albania (bandiera) | Devis Mukaj       | 62   | 201   | 0,30  | 1998-1999, 2002-2010                                  | Tirana            |
| 3    | Albania (bandiera) | Altin Rraklli     | 43   | 68    | 0,63  | 1988-1992                                             | Besa Kavajë       |
| 3    | Albania (bandiera) | Hamdi Salihi      | 42   | 52    | 0,80  | 2005-2007                                             | Tirana            |
| 3    | Albania (bandiera) | Dorian Bylykbashi | 42   | 99    | 0,43  | 2003-2007, 2015-*                                     | Partizani Tirana  |
| 5    | Albania (bandiera) | Gjergj Muzaka     | 39   | 166   | 0,23  | 2001-2004, 2005-2008                                  | Partizani Tirana  |
| 6    | Albania (bandiera) | Migen Memelli     | 33   | 37    | 0,89  | 2010, 2012-2013                                       | Flamurtari Valona |
| 7    | Croazia (bandiera) | Pero Pejić        | 32   | 53    | 0,60  | 2012-2014                                             | Skënderbeu        |
| 8    | Albania (bandiera) | Hamdi Salihi      | 42   | 63    | 0,54  | 2015-2017                                             | Skënderbeu        |
| 8    | Albania (bandiera) | Hamdi Salihi      | 30   | 55    | 0,54  | 2002-2005                                             | Vllaznia          |
| 8    | Albania (bandiera) | Elis Bakaj        | 30   | 58    | 0,51  | 2009-2011                                             | Dinamo Tirana     |
| 8    | Albania (bandiera) | Roland Dervishi   | 30   | 79    | 0,37  | 2009-2013                                             | Shkumbini         |
| 11   | Albania (bandiera) | Fjodor Xhafa      | 28   | 102   | 0,27  | 2002-2006                                             | Tirana            |
| 11   | Albania (bandiera) | Sebino Plaku      | 28   | 61    | 0,45  | 2008-2010                                             | Dinamo Tirana     |
| 13   | Albania (bandiera) | Alban Bushi       | 24   | 32    | 0,75  | 1992-1994, 1995-1996, 1997, 2010-2011                 | Tirana            |
| 13   | Croazia (bandiera) | Pero Pejić        | 24   | 44    | 0,54  | 2007-2008                                             | Dinamo Tirana     |
| 15   | Albania (bandiera) | Vioresin Sinani   | 23   | 29    | 0,79  | 2006-2007                                             | Tirana            |
| 15   | Albania (bandiera) | Parid Xhihani     | 23   | 61    | 0,37  | 2006-2008                                             | Besa Kavajë       |
| 15   | Albania (bandiera) | Elis Bakaj        | 23   | 136   | 0,16  | 2003-2009                                             | Partizani Tirana  |
| 15   | Albania (bandiera) | Migen Memelli     | 23   | 38    | 0,60  | 2008-2009                                             | Tirana            |
| 15   | Serbia (bandiera)  | Mladen Brkić      | 23   | 60    | 0,38  | 2008-2010                                             | Apolonia Fier     |
| 15   | Albania (bandiera) | Fatjon Sefa       | 23   | 68    | 0,33  | 2008-2011                                             | Dinamo Tirana     |
| 15   | Albania (bandiera) | Fatjon Sefa       | 23   | 64    | 0,35  | 2011, 2012-2014                                       | Besa Kavajë       |
| 21   | Croazia (bandiera) | Pero Pejić        | 59   | 70    | 0,84  | 2014-2015, 2016-*                                     | Kukësi            |
| 22   | Albania (bandiera) | Erjon Bogdani     | 21   | 69    | 0,30  | 1993-1998                                             | Partizani Tirana  |
| 22   | Albania (bandiera) | Fjodor Xhafa      | 21   | 106   | 0,19  | 1994-1996, 1997-1999, 2006-2007                       | Flamurtari Valona |
| 22   | Albania (bandiera) | Fjodor Xhafa      | 21   | 98    | 0,21  | 1996-1997, 2000-2001, 2010-2013                       | Bylis Ballsh      |
| 25   | Albania (bandiera) | Gjergj Muzaka     | 22   | 84    | 0,28  | 2011-2012, 2013-2014, 2017-*                          | Skënderbeu        |
| 26   | Albania (bandiera) | Fjodor Xhafa      | 19   | 48    | 0,39  | 1999-2000, 2001-2002                                  | Dinamo Tirana     |
| 26   | Albania (bandiera) | Endri Bakiu       | 19   | 25    | 0,76  | 2011-2012                                             | Tomori            |
| 28   | Albania (bandiera) | Dorian Bylykbashi | 18   | 83    | 0,21  | 1997-2000, 2001-2003, 2010-2011, 2014-2015            | Elbasani          |
| 29   | Albania (bandiera) | Emiljano Vila     | 17   | 72    | 0,23  | 2006-2009                                             | Teuta             |
| 29   | Albania (bandiera) | Sokol Çikalleshi  | 17   | 30    | 0,56  | 2013-2014                                             | Kukësi            |
| 31   | Albania (bandiera) | Mirel Çota        | 16   | 78    | 0,20  | 2007-2008, 2010-2012                                  | Teuta             |
| 32   | Albania (bandiera) | Sebino Plaku      | 15   | 22    | 0,68  | 2006-2007                                             | Apolonia Fier     |
| 32   | Albania (bandiera) | Emiljano Vila     | 15   | 45    | 0,33  | 2010-2011                                             | Dinamo Tirana     |
| 32   | Albania (bandiera) | Bekim Balaj       | 15   | 37    | 0,40  | 2011-2012                                             | Tirana            |
| 32   | Albania (bandiera) | Xhevahir Sukaj    | 15   | 20    | 0,75  | 2011-2012                                             | Vllaznia          |